# EMedicine
eMedicine is een via een website na registratie vrij toegankelijke databank. De medische kennisbank werd in 1996 opgestart door Scott Plantz en Richard Lavely, twee artsen. De databank werd in 2006 overgenomen door WebMD. Via sleutelwoorden is toegang mogelijk tot lemma's die als e-boek consulteerbaar zijn. Gezondheidswerkers kunnen de verschillende artikels bewerken.